# 巴黎先贤祠-阿萨斯大学
巴黎先賢祠-阿萨斯大学 （法語：Université Paris-Panthéon-Assas，法語發音：[ynivɛʁsite paʁi pɑ̃teɔ̃ asas]），通称巴黎第二大学（Paris II，[paʁi dø]），是位于法国巴黎的一所研究型大学，坐落于巴黎学术机构众多的拉丁區。校址主要分布在巴黎第五区和巴黎第六区旧巴黎大学法学院旧址。巴黎第二大学成立于1970年，是五月风暴中解体的巴黎大學法學院和经济学院的主要繼承者。巴黎第二大学的支柱学科为法学、政治学、经济学、管理学与传播学，学历教育涵盖本科至博士各个阶段，并为法国培养一代又一代的法律、政治、经济和新闻界的高级人才。
巴黎第二大学是法国最著名的法学院，有许多知名的法学家在此任教。学校现有学生20000多人，其中国际学生2000人。学校与柏林洪堡大學、牛津大学、剑桥大学、慕尼黑大学等许多世界知名大学联合开办双文凭学位。

## 历史
巴黎第二大学的前身是成立于十三世纪的巴黎大学法学院。由于教皇何诺三世颁布敕令，巴黎大学法学院自十二世纪起只教授教会法。1679年4月，法皇路易十四颁布圣日尔曼敕令，恢复巴黎大学的罗马法教学，并将法学院更名为“民法与教会法学院”，并于1771年在耶稣会的资助下于先贤祠广场成立新址。由于法国大革命的蔓延，巴黎大学法学院于1793年9月终止教学活动。1802年，依据拿破仑的教育改革，“巴黎法律学校” (l'Ecole de Droit de Paris) 于原址成立，并于1808年成为法兰西帝国大学 (Université Impériale de France) 下辖的“新巴黎法律学院”(Nouvelle faculté de droit de Paris)。1896年，法学院与文学院、理学院、医学院和新教神学院四个学院重组，合并成立新巴黎大学。
在五月风暴之后，时任法国教育部长埃德加·富尔于1968年颁布法令将巴黎大学进行拆分并成立13所新的大学。其中巴黎大学法学院拆分至多个学校，但是大多数法律学者（88/108），尤其是绝大部分的私法学者和法律史专家以及许多重要的公法学者都选择成立新的专业性更强的研究型大学——巴黎第二大学。主要校区则是前巴黎大学法学院位于先贤祠广场12号以及阿萨斯街92号的两座建筑。
学校最早取名为“巴黎第二大学”，并于1988年批准使用“法律、经济、社会科学巴黎第二大学”，1990年更名为“先贤祠-阿萨斯巴黎第二大学”并于1998年起只保留“先贤祠-阿萨斯大学”作为学校官方的正式名称。
巴黎第二大学于2010年1月起获得自治权。并于同年与巴黎第四大学、巴黎第六大学共同发起成立新的索邦大学的合并计划。巴黎第二大学于2015年由于学校自治权问题退出合并计划，仅作为索邦大学的关联院校独立运作，但仍然向索邦大学共享部分法学课程。
2022年1月1日起，学校转制成为实验性机构，并完全放弃名称中的“第二”字样。

## 校园环境

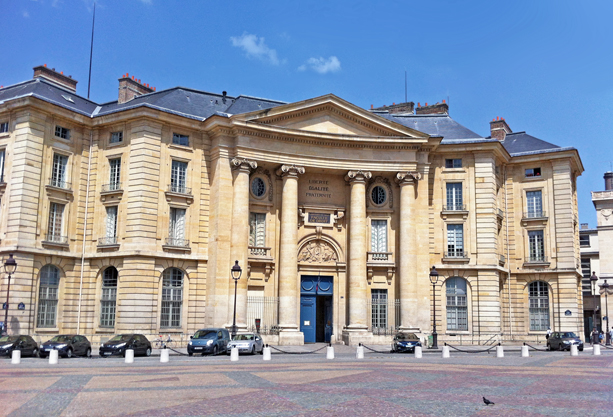
巴黎第二大学先贤祠校区

巴黎第二大学在巴黎市内拥有多处校址。主校区位于阿萨斯街92号和先贤祠广场12号，同时在巴黎卫星城默伦设有默伦校区。
学校的行政部门和研究生院主要分布在拉丁区索弗洛街 (Rue Soufflot) 和圣雅克街 (Rue Saint-Jacques) 附近。主校址是位于先贤祠广场西北角的一座新古典主义建筑内。该建筑始建于18世纪，是由雅克-日梅恩·索弗洛为当时巴黎大学法学院所设计，现时为登记在册的法国历史遗迹。
学校最大的校区是位于阿萨斯街的一处建筑，主要为本科二年级至硕士一年级的学生提供教学场所。该处建筑因应战后婴儿潮和巴黎大学激增的入学人数而建，由知名建筑设计师Charles Lemaresquier操刀设计，并于1963年竣工。竣工时，建筑内最大的阶梯教室可容纳1700人，是当时法国最大的大学教室。巴黎第二大学在该阶梯教室内举办过多场音乐会，许多知名音乐家都曾到访，其中就有赫伯特·冯·卡拉扬、伦纳德·伯恩斯坦、乔治·索尔蒂、伊丽莎白·施瓦茨科普夫、昆杜拉·雅諾維茨、克里絲塔·路德維希和阿尔弗雷德·布伦德尔。学校于2015年起每年在大阶梯教室举办两场音乐会，重拾巴黎大学的文化传统。阿萨斯校区还曾多次成为电影拍摄地，例如2006年的《OSS117之开罗谍影》和2017年的《才华横溢》(Le Brio)。
上世纪九十年代由于阿萨斯建筑老旧无法适应新的教学需求，巴黎二大对阿萨斯校区开展了一项翻新计划，旨在对整个校区进行整体规划、重新设计。该项目由法国建筑师Alain Sarfati操刀，对该校区的图书馆、大堂和庭院做了全新规划，并对整体建筑进行了结构性改善。这次翻新也重新设计了校园的整体风格，并且大量使用了菲利普·斯塔克所设计的室内家具。此外，翻新工作也改善了学校的硬件和多媒体设施，使得校园更佳舒适和现代化。
学校位于沃日拉尔街的校址则主要供本科一年级新生使用。该校址位于原耶稣会的一所教会学校的建筑中。值得一提的是夏尔·戴高乐曾就读于这所教会学校。
默伦校区主要是为不居住在巴黎的学生提供学习场所。

## 教学研究

### 教学
巴黎第二大学主要教授法学和政治学、经济学、管理学及传播学相关的课程。学校下设五个博士生院以及25个科研中心，学历教育包含17个本科专业(Licence)，87个硕士专业(Master 2)，41种校颁文凭(DU)，以及3个LLM学位，一个MBA学位和一个工程师文凭。
巴黎第二大学与许多国内外知名大学建立了合作关系。
在法国国内，巴黎第二大学与索邦大学共同开设了4个双学位项目（艺术史与法学，理学与法学，历史与法学，历史与传播学），与高等经济商业学院(ESSEC)共同开设了数个硕士阶段的双学位项目，与巴黎第九大学共同开设了一个经济学工程师项目，与国立巴黎高等矿业学校共同设立一个硕士项目，与巴黎高等商業研究學院(HEC Paris)共同设立了国际税务的硕士项目。此外，学校还与巴黎第一大学在三个公法硕士项目中进行合作教学。

### 录取与升学
巴黎第二大学是法国本科录取和升学率都非常低的公立大学。
巴黎第二大学的法学本科录取率总体维持在14%，尽管原则上法国公立大学的录取不设置任何竞争机制。法学和政治学专业本科第一年通过率常年低于40%。由于法国公立大学允许学生在本科第一年更改专业和院校，并原则上不设置转校条件。但巴黎第二大学每年只接受大约3%的转校申请。
此外，巴黎第二大学的硕士学制也存在竞争机制，某些专业本科第一年至本科第二年的升学录取率仅有2%。

### 国际交流
在国际上，巴黎第二大学与柏林大学、牛津大学、剑桥大学、慕尼黑大学等许多世界知名大学联合开办双文凭学位，并与日内瓦大学、柏林洪堡大学、麦吉尔大学、杜克大学、早稻田大学、庆应义塾大学、伦敦大学学院等知名院校保持合作关系并互派交换学生。学校还在每年夏天与耶鲁大学在巴黎联合举办暑期学校。
此外，巴黎第二大学还在胡志明市和金边设立海外研究中心，并与当地高等教育机构展开合作。

### 科学研究
巴黎第二大学主要继承了原巴黎大学法学与经济学院以及部分社会科学学院的诸多机构。目前学校各研究所和教学工作分散于五个系部：私法、民法与刑法学系，公法与政治学系、罗马法与法学史系、经济与管理学系以及新闻与传播学系。其中新闻与传播学系由法国报刊学院 (Institut Français de Presse) 管理，该学院是目前法国公立大学中顶尖的新闻传播学院。
巴黎第二大学拥有五个博士生院，并设有23个科研中心，其中2个隶属于法国国家科研中心(CNRS)。比较知名的有高等国际研究院 (Institut des Hautes Etudes Internationales, IHEI)、巴黎比较法学院 (Institut de Droit Comparé de Paris)、巴黎犯罪学研究所 (Institut de Criminologie de Paris)和隶属于法国国家科学研究中心 (CNRS) 的政治与行政学研究中心(centre d'études et de recherches de science administrative, CERSA)
五个博士生院的研究方向分别为：
- 私法(ED6);
  - Institut de recherche en propriété intellectuelle (IRPI) - EA 160
  - Institut de Criminologie et de droit pénal de Paris (ICP) - EA 161
  - Institut de recherche en droit des affaires de Paris (IRDA Paris)
  - Laboratoire de droit social - EA 3382
  - Laboratoire de droit civil - EA 3384
  - Centre d'études sur la fiscalité des entreprises de Paris (CEFEP) - EA 4013
  - Centre d'études juridiques et économiques du numérique (CEJEN) - EA 4402

- 公法、行政学、政治学George Vedel研究生院(ED7);
  - Centre d'études et de recherches de sciences administratives et politiques (CERSA, CNRS) - UMR 7106
  - Centre de recherche en droit administratif (CRDA) - EA 1477
  - Centre d'études constitutionnelles et politiques (CECP) - EA 162
  - Institut Cujas - SF 4243

- 法律史、法理学和司法社会学(ED8);
  - Centre Thucydide - Analyse et recherche en relations internationales - EA 3049
  - Centre de recherche de l'Institut des Hautes Etudes Internationales (IHEI) - EA 2294
  - Centre de recherche sur les droits de l'homme et le droit humanitaire (CRDH) - EA 3385
  - Centre de recherche de droit international privé et du commerce international - EA 4401
  - Centre de Droit Public Comparé (CDPC) - EA 7320
  - Centre de droit européen (CDE) - EA 164
  - Institut de droit comparé de Paris (IDC) - EA 3046

- 国际法、欧盟法、比较法和国际关系(ED9);
  - Laboratoire de sociologie juridique - EA 3381
  - Institut Michel Villey pour la culture juridique et la philosophie du droit - EA 3128
  - Institut d'histoire du droit (IHD, CNRS) - UMR 7184

- 经济学、管理学和传播学(ED455).
  - Centre d'analyse et de recherche interdisciplinaire sur les médias (CARISM) - EA 2293
  - Laboratoire de recherche en sciences de gestion Panthéon-Assas (LARGEPA) - EA 3386
  - Laboratoire d'économie mathématique et de microéconomie appliquée (LEMMA) - EA 4442
  - Centre de recherche en économie et droit (CRED) - EA 7321

### 排名
依据法国教育部2013年的一份报告，巴黎第二大学的本科毕业生在毕业第一年获得的工资待遇为全法最高。
国际上，巴黎第二大学在2021年QS综合排名中位于全球548位，并于2020年法学专业排名中位于全球第82位。

## 知名人士
法国司法界诸多知名法学者都曾在巴黎第二大学任教。学校也在世界范围内培育了活跃于政界、司法界及商界的诸多人才。
知名教授
- Jean Carbonnier（法语：Jean Carbonnier）民法教授，并于六十七十年代广泛地参与了法国《民法典》，尤其是家庭法部分的改革；
- Olivier Beaud（法语：Olivier Beaud）公法教授；
- Denis Mazeaud（法语：Denis Mazeaud）民法教授。

知名校友
- 一位法国总统：弗朗索瓦·奥朗德；
- 三位法国总理：让-皮埃尔·拉法兰（2002-2005），多米尼克·德维尔潘（2005-2007），加布里埃尔·阿塔尔（现任）；
- 多位法国部长Nicole Belloubet（法语：Nicole Belloubet）(现任司法部长），Christiane Taubira（法语：Christiane Taubira）（2012-2016任司法部长），拉希妲·达狄（2007-2009任司法部长），米谢勒·阿利奥-玛丽（曾任法国内政部长、司法部长、外交部长、国防部长及体育部长），Jean-Michel Blanquer（法语：Jean-Michel Blanquer）（前教育部长、现为阿萨斯大学公法教授）。
- 奥地利前总理、现任外长亚历山大·沙伦贝格。
- 希腊前总统普罗科皮斯·帕夫洛普洛斯以及现任总统卡特里娜·萨克拉罗普卢。
- 国际法院前院长羅尼·亞伯拉罕（法语：Ronny Abraham）.

## 外部連結
- 巴黎第二大學官网（页面存档备份，存于）

相關信息
- ASSAS.NET （页面存档备份，存于）